# Labeo dhonti
Labeo dhonti är en fiskart som beskrevs av George Albert Boulenger 1920. Labeo dhonti ingår i släktet Labeo och familjen karpfiskar. IUCN kategoriserar arten globalt som livskraftig. Inga underarter finns listade i Catalogue of Life.